# Calicnemia chaoi
Calicnemia chaoi е вид водно конче от семейство Platycnemididae.

## Разпространение и местообитание
Видът е разпространен в Китай (Гуандун).
Обитава сладководни басейни, скалисти дъна и потоци.